# アダム・ウィラールツ
アダム・ウィラールツ（Adam Willaerts、1577年7月21日（洗礼日）- 1664年4月4日）は、オランダの画家である。港や海岸の人物のいる風景画を描いた。

## 略歴
ロンドンかアントウェルペンで生まれたとされ、1577年にロンドンで洗礼を受けた記録がある。宗教的な理由で家族はロンドンに移っていたが、1585年までに家族はフランドル地域から多くの人々が移住していたライデンに移った。
1597年にユトレヒトに移り1611年にユトレヒトの聖ルカ組合のメンバーになり、1620年に組合長になるなどユトレヒトで活動した。
港や海岸の人物のいる風景画を描き、当時、人気のあった、ヤン・ブリューゲル(1568-1625)やヨース・デ・モンペル(1564-1635)といったフランドルの風景画家のスタイルや、海洋画を描いたヘンドリック・コルネリスゾーン・フロームの影響もあったとされる。1618年にユトレヒトに移ってきて1620年代にユトレヒトで人気の画家になったルーラント・サーフェリー(1576/1578-1639)からも影響を受けた。
18世紀初めのスペイン継承戦争におけるジブラルタルの戦いやオランダのデルフスハーフェン港から新大陸入植地に出発するピルグリム(巡礼始祖)といったウィラールツの時代に起きた出来事も題材に描いている。
息子のアブラハム・ウィラールツ(Abraham Willaerts; c.1603-1669)、コルネリス・ウィラールツ(Cornelis Willaerts)、イサーク・ウィラールツ(Isaac Willaerts)も画家になった。